# Engelszell
Engelszell —  траппистское пиво, производящееся и разливающееся в пивоварне из траппистского аббатства Энгельсцелль, расположенного недалеко от Энгельхартсцелль-ан-дер-Донау в провинции Верхняя Австрия. Одна из одиннадцати траппистских марок пива, которые имеют право называться «подлинным траппистским продуктом» (англ. Authentic Trappist Product), что указывает на соответствие стандарту «Международной траппистской ассоциации».

## История
Аббатство было основано в 1293 году Бернхардом Прамбахом, епископом Пассау, как цистерцианский монастырь. В 1754–1764 гг. была построена аббатская церковь впечатляющее сооружение в стиле рококо с 76-метровой башней. В 1786 году аббатство расформировано императором Иосифом II, и его здания используются для светских нужд, включая фабрики и места жительства. Монастырские здания вновь были заняты в 1925 году немецкими монахами-траппистами, изгнанными после Первой мировой войны из французского аббатства Ольонберг в Эльзасе. В 1939 г. здания аббатства были захвачены гестаповцами и 73 монаха были изгнаны, а 4 из них отправлены в концентрационный лагерь Дахау. После войны, в 1945 году, лишь около трети из монахов вернулись в монастырь. В аббатство, однако, приходят немецкие монахи-беженцы из аббатства Звезды Марии в Баня-Луке, Босния и Герцеговина.
В аббатстве варили собственное пиво с 1590 года, однако в 1929 году производство прекратилось.
В ноябре 2011 года началось строительство нового завода. Он установлен в существующие хозяйственные постройки монастыря и имеет возможность производить до 2500 гектолитров в год.
8 февраля 2012 года на новом пивоваренном заводе в австрийском аббатстве варят первое траппистское пиво после закрытия пивоварни в 1929 году. Новое австрийское пиво появилось на прилавках в мае 2012 года.

## Ассортимент
Новое траппистское пиво изготавливается методом верховой ферментации в трёх вариантах и названо в честь монахов, сыгравших важную роль в истории аббатства:
- Engelszell Gregorius — квадрупель (содержание алкоголя 10,5 %), в производстве с мая 2012 года. В честь Грегора Эйсфогеля, который возглавлял аббатство в период 1925–1950 гг.
- Engelszell Benno — дюббель (содержание алкоголя 6,9 %), в продаже с осени 2012 года. В честь Бенно Штумпфа, который возглавлял аббатство в период 1953–1966 гг.
- Engelszell Nivard — бельгийский эль (содержание алкоголя 5,5 %), в продаже с зимы 2015 года. В честь Ниварда Волкмера, который возглавлял аббатство в период 1989–1991 гг. Впервые оно было сварено в честь 250-летия кафедрального собора аббатства Stift в Engelszell в 2014 году и названо «Jubiläumsbier».